# Historisk teologi
Historisk teologi är studiet av (den kristna) lärans historiska utveckling. Benämningen historisk teologi är inte så vanlig vid dagens teologiska fakulteter, utan användas främst inom mer konfessionella sammanhang men även på den katolska högskolan Newmaninstitutet. Ämnena kyrkohistoria, patristik, systematisk teologi och tros- och livsåskådningsvetenskap är moderna högskoleämnen som delvis täcker in den historiska teologins områden.